# Рондей Голліс-Джефферсон
Рондей Голліс-Джефферсон (англ. Rondae Hollis-Jefferson, нар. 3 січня 1995, Честер, Пенсільванія, США) — американський професійний баскетболіст, легкий форвард і важкий форвард команди філіппінської команди «Тропанг».

## Ігрова кар'єра
Починав грати у баскетбол у команді Честерської старшої школи (Честер (Пенсільванія)). У її складі двічі ставав чемпіоном штату. На університетському рівні грав за команду Аризона (2013–2015).
2015 року був обраний у першому раунді драфту НБА під загальним 23-м номером командою «Портленд Трейл-Блейзерс». Проте професіональну кар'єру розпочав 2015 року виступами за «Бруклін Нетс», куди був обміняний відразу після драфту. Захищав кольори команди з Брукліна протягом наступних 4 сезонів. 14 грудня 2017 у матчі проти «Фінікса» набрав рекордні для себе 20 очок.
З 2019 по 2020 рік грав у складі «Торонто Репторз». 19 грудня 2020 року був відрахований зі складу команди.
8 квітня 2021 року підписав 10-денний контракт з «Портленд Трейл-Блейзерс». 18 квітня підписав ще один контракт на 10 днів, а після цього — контракт до завершення сезону.
Наступною командою в кар'єрі гравця була «Бешикташ» з Туреччини, за яку він відіграв один сезон.
11 квітня 2022 року перейшов до складу пуерториканської команди «Атлетікос де Сан-Херман».
Пізніше у 2022 році став гравцем «Чонджу ККК Еджіс» з Кореї.
У лютому 2023 року підписав контракт з філіппінським «Тропангом».

## Статистика виступів

### Регулярний сезон
| Сезон             | Команда                   | GP  | GS  | MPG  | FG%  | 3P%  | FT%  | RPG | APG | SPG | BPG | PPG  |
| ----------------- | ------------------------- | --- | --- | ---- | ---- | ---- | ---- | --- | --- | --- | --- | ---- |
| 2015–16           | «Бруклін Нетс»            | 29  | 17  | 21.2 | .457 | .286 | .712 | 5.3 | 1.5 | 1.3 | .6  | 5.8  |
| 2016–17           | «Бруклін Нетс»            | 78  | 50  | 22.6 | .434 | .224 | .751 | 5.8 | 2.0 | 1.1 | .6  | 8.7  |
| 2017–18           | «Бруклін Нетс»            | 68  | 59  | 28.2 | .472 | .241 | .788 | 6.8 | 2.5 | 1.0 | .7  | 13.9 |
| 2018–19           | «Бруклін Нетс»            | 59  | 21  | 20.9 | .411 | .184 | .645 | 5.3 | 1.6 | .7  | .5  | 8.9  |
| 2019–20           | «Торонто Репторз»         | 60  | 6   | 18.7 | .471 | .130 | .734 | 4.7 | 1.8 | .8  | .4  | 7.0  |
| 2020–21           | «Портленд Трейл-Блейзерс» | 11  | 1   | 9.7  | .500 | .000 | .563 | 2.4 | 1.2 | .2  | .4  | 2.5  |
| Усього за кар'єру | Усього за кар'єру         | 305 | 154 | 22.2 | .449 | .212 | .735 | 5.5 | 1.9 | .9  | .5  | 9.0  |

### Плей-оф
| Сезон             | Команда                   | GP | GS | MPG  | FG%  | 3P%   | FT%  | RPG | APG | SPG | BPG | PPG  |
| ----------------- | ------------------------- | -- | -- | ---- | ---- | ----- | ---- | --- | --- | --- | --- | ---- |
| 2018–2019         | «Бруклін Нетс»            | 4  | 0  | 15.5 | .485 | 1.000 | .800 | 3.0 | 1.5 | .3  | 1.3 | 13.3 |
| 2019–2020         | «Торонто Репторз»         | 5  | 0  | 7.8  | .400 | .000  | .750 | 2.0 | .6  | .4  | .2  | 2.8  |
| 2020–2021         | «Портленд Трейл-Блейзерс» | 5  | 0  | 7.2  | .800 | .000  | .667 | 1.6 | .0  | .2  | .2  | 2.0  |
| Усього за кар'єру | Усього за кар'єру         | 14 | 0  | 9.8  | .500 | .500  | .778 | 2.1 | .6  | .3  | .5  | 5.5  |